# Đội tuyển bóng đá bãi biển quốc gia Fiji
Đội tuyển bóng đá bãi biển quốc gia Fiji đại diện Fiji ở các giải thi đấu bóng đá bãi biển quốc tế và được điều hành bởi Hiệp hội bóng đá Fiji, cơ quan quản lý bóng đá ở Fiji.

## Đội hình hiện tại
Chính xác tính đến tháng 2 năm 2011
Ghi chú: Quốc kỳ chỉ đội tuyển quốc gia được xác định rõ trong điều lệ tư cách FIFA. Các cầu thủ có thể giữ hơn một quốc tịch ngoài FIFA.
| Số | VT | Quốc gia | Cầu thủ               |
| -- | -- | -------- | --------------------- |
| 1  | TM |          | Benaminio Mateinaqara |
| 2  | HV |          | Luke Rawadamu         |
| 3  | HV |          | Archie Watkins        |
| 4  | TV |          | Sandeep Nair          |
| 5  | HV |          | Sanaila Dakaica       |
| 6  | HV |          | Jo Dugucagi           |

| Số | VT | Quốc gia | Cầu thủ          |
| -- | -- | -------- | ---------------- |
| 7  | TV |          | Maciu Dunadamu   |
| 8  | HV |          | Shailend Buisena |
| 9  | TĐ |          | Epeli Saukuru    |
| 10 | TĐ |          | Rajnesh Ratan    |
| 11 | TV |          | Veresa Toma      |
| 20 | TM |          | Sheik Moshin     |

Huấn luyện viên: Intiaz Khan

## Thành tích
- Thành tích tốt nhất tại Vòng loại giải vô địch bóng đá bãi biển thế giới khu vực châu Đại Dương: Hạng ba
  - 2011